# Forenede Nationale Ledelse af Opstanden
Den Forenede Nationale Ledelse af Opstanden (FNLO) (engelsk: Unified National Leadership of the Uprising (UNLU). Arabisk: القيادة الوطنية الموحدة, transskription: al-Qiyada al Muwhhada) var en koalition af lokalt palæstinensiske lederskab under den første intifada. Kolationen spillede en vigtig rolle i mobiliseringen af græsrodsstøtte til opstanden.
Den Palæstinensiske Befrielsesorganisation (PLO) blev i 1987 overrasket over intifadaens udbrud, og PLO's ledelse i udlandet kunne derfor kun indirekte påvirke begivenhederne. En ny lokal ledelse opstod derfor – Forenede Nationale Ledelse af Opstanden (FNLO) – bestående af mange førende ledere fra forskellige palæstinensiske fraktioner. Oprørerne, som oprindeligt var spontane, kom snart under lokal ledelse fra grupper og organisationer, der var loyale over for PLO, og som opererede på Vestbredden og Gazastriben – herunder Fatah, Folkefronten, Den Demokratiske Front og det Palæstinensiske Kommunistiske Parti. FNLO's fokus var på den sociale samhørighed, som medvirkede til at holde de vedvarende oprør og forstyrrelser i gang. Efter at kong Hussein af Jordan proklamerede den administrative og juridiske adskillelse af Vestbredden fra Jordan i 1988, organiserede FNLO sig for at udfylde det politiske tomrum.
I de første par måneder af opstanden var møderne i Popular Committee lovlige, men da FNLO-lederne blev udsat for arrestationer, gik bevægelsen under jorden. De ældre fremtrædende personligheder, der tidligere havde domineret palæstinensisk politik, blev således fortrængt af nye ungdommelige politikere.

## Aktiviteter
FNLO og Ghassan Andoni i byen Beit Sahour opfordrede folk til at stoppe med at betale skat til Israel, som havde arvet og modificerede det tidligere jordanske skatteopkrævningsregime på Vestbredden. Organisationen proklarede således "Ingen beskatning uden repræsentation" i en af dens erklæringer. Erklæringen sagde videre: "De militære myndigheder repræsenterer os ikke, og vi har ikke inviteret dem til at komme til vores land. Skal vi betale for de kugler, der dræber vores børn eller for udgifterne til besættelseshæren?". Befolkningen i Beit Sahour reagerede på denne opfordring med en organiseret skattestrejke, hvor befolkningen på tværs af byen nægtede at betale skal og indsende selvangivelser.
Den israelske forsvarsminister Yitzhak Rabin svarede: "Vi vil lære dem, at der er en pris for at nægte Israels love."
I modsætning til Hamas har FNLO afvist en hijab-politik for kvinder.